# Saint-Maximin, Isère
Saint-Maximin este o comună în departamentul Isère din sud-estul Franței. În 2009 avea o populație de 637 de locuitori.

## Evoluția populației
| An        | 1975 | 1982 | 1990 | 1999 | 2006 | 2009 |
| --------- | ---- | ---- | ---- | ---- | ---- | ---- |
| Populație | 400  | 432  | 476  | 539  | 600  | 637  |